# Piranometru

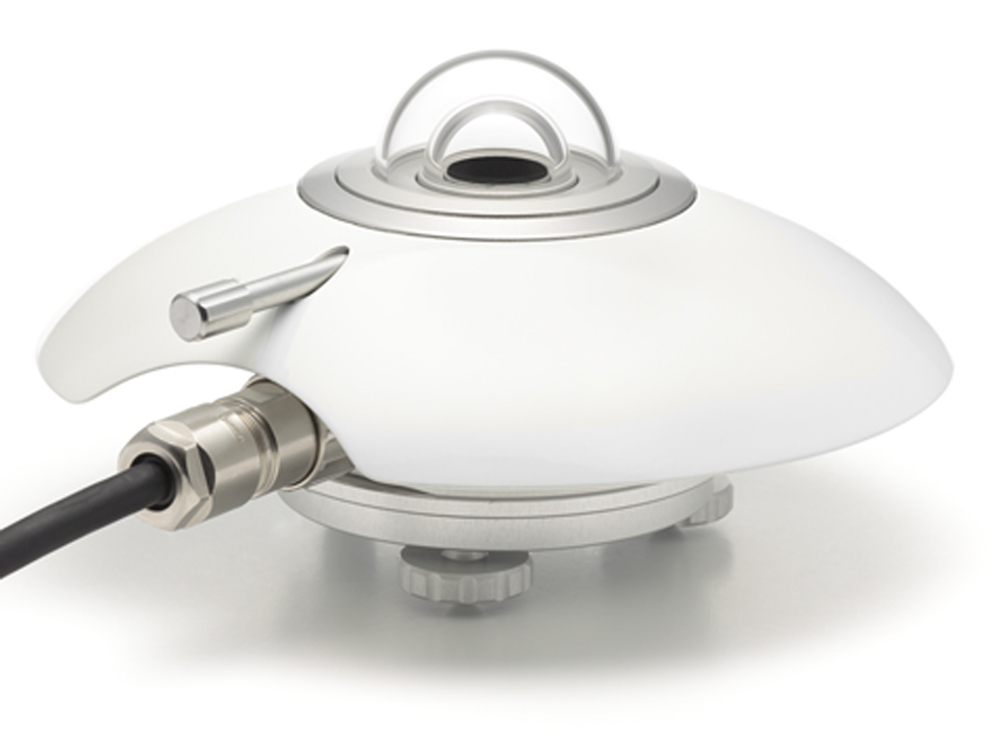
Piranometru în care se observă principalele componente ale instrumentului: cupola de sticlă, corpul de metal, dispozitivul pentru generarea semnalelor negru, ecranul de iradiere, nivelul și cablul. Fotografia arată modelul SR20

Un piranometru este un tip de actinometru folosit pentru măsurarea radianței solare pe o suprafață, fiind un senzor care este proiectat pentru a măsura densitatea liniilor de forță (în wați per metru pătrat) de la un câmp vizual de 180 grade.
Un piranometru tipic nu necesită vreo sursă de putere pentru a funcționa.

## Explicație
Spectrul radiației solare care ajunge la suprafața pământului își extinde lungimea de undă aproximativ de la 300 nm la 2800 nm.
În funcție de tipul de piranometru utilizat, se vor obține măsurători de iradiere cu diferite grade de sensibilitate spectrală.
Pentru a face o măsurare a iradiantei, este necesar, prin definiție, ca răspunsul la radiația „fascicul” să varieze cu cosinusul unghiului de incidență. Acest lucru asigură un răspuns complet atunci când radiația solară lovește senzorul perpendicular (normal pe suprafață, soare la zenit, unghi de incidență 0°), răspuns zero când soarele este la orizont (unghi de incidență de 90°, unghi zenit de 90°). ), și 0,5 la un unghi de incidență de 60°. Rezultă că un piranometru ar trebui să aibă așa-numitul „răspuns direcțional” sau „răspuns cosinus” cât mai aproape posibil de caracteristica cosinus ideală.

## Tipuri
Urmând definițiile notate în ISO 9060, trei tipuri de piranometre pot fi recunoscute și grupate în două diferite tehnologii: tehnologia termopilă și tehnologia semiconductorilor de siliciu.
Sensibilitatea la lumină, cunoscută sub numele de „răspuns spectral”, depinde de tipul de piranometru. Figura de mai sus arată răspunsurile spectrale ale celor trei tipuri de piranometru în raport cu spectrul radiației solare. Spectrul radiației solare reprezintă spectrul luminii solare care ajunge la suprafața Pământului la nivelul mării, la prânz cu A.M. (masa aerului) = 1,5.

Latitudinea și altitudinea influențează acest spectru. Spectrul este influențat și de aerosol și de poluare.

### Piranometre cu termopil
Un piranometru cu termopilă (numit și piranometru termo-electric) este un senzor bazat pe termopilă-uri conceput pentru a măsura banda largă a densității fluxului radiației solare de la 180° unghiul câmpului vizual. Un piranometru cu termopilă măsoară de obicei de la 300 la 2800 nm cu o sensibilitate spectrală în mare parte plată (vezi graficul răspunsului spectral) Prima generație de piranometre cu termopilă a avut partea activă a senzorului împărțită în mod egal în sectoare alb-negru. Iradierea a fost calculată din măsura diferențială dintre temperatura sectoarelor negre, expuse la soare, și temperatura sectoarelor albe, sectoare neexpuse la soare sau mai bine spus în nuanțe.
În toate tehnologia termopilului, iradierea este proporțională cu diferența dintre temperatura zonei expuse la soare și temperatura zonei umbrite.

#### Design
Pentru a obține caracteristicile direcționale și spectrale adecvate, un piranometru cu termopilă este construit cu următoarele componente principale:
- Un senzor termopilă cu un strat negru. Absoarbe toată radiația solară, are un spectru plat care acoperă intervalul de la 300 la 50.000 de nanometri și are un răspuns cosinus aproape perfect.
- O cupolă de sticlă. Limitează răspunsul spectral de la 300 la 2.800 de nanometri (decupând partea de peste 2800 nm), păstrând în același timp câmpul vizual de 180°. De asemenea, protejează senzorul termopilului de convecție. Multe, dar nu toate, piranometrele standard de primă clasă și secundare (a se vedea clasificarea ISO 9060 a piranometrelor termopilote) includ un al doilea dom de sticlă ca „scut de radiații” suplimentar, rezultând un echilibru termic mai bun între senzor și domul interior, în comparație cu unele modele cu un singur dom de la același producător. Efectul de a avea un al doilea dom, în aceste cazuri, este o reducere puternică a offset-urilor instrumentului. Sunt disponibile modele de clasa A, cu un singur dom, cu decalaj zero redus (+/- 1 W/m2).

În piranometrele moderne cu termopilă, joncțiunile active (fierbinte) ale termopilei sunt situate sub suprafața acoperirii negre și sunt încălzite de radiația absorbită de acoperirea neagră. Joncțiunile pasive (reci) ale termopilului sunt complet protejate de radiațiile solare și în contact termic cu carcasa piranometrului, care servește drept radiator. Acest lucru previne orice alterare de la îngălbenire sau degradare la măsurarea temperaturii la umbră, afectând astfel măsura iradierii solare.
Termopilul generează o tensiune mică proporțional cu diferența de temperatură dintre suprafața de acoperire neagră și carcasa instrumentului. Aceasta este de ordinul a 10 μV (microvolți) pe W/m2, astfel încât într-o zi însorită ieșirea va fi de aproximativ 10 mV (milivolți). Fiecare piranometru are o sensibilitate unică, dacă nu este echipat altfel cu electronice pentru calibrare a semnalului.

#### Utilizare

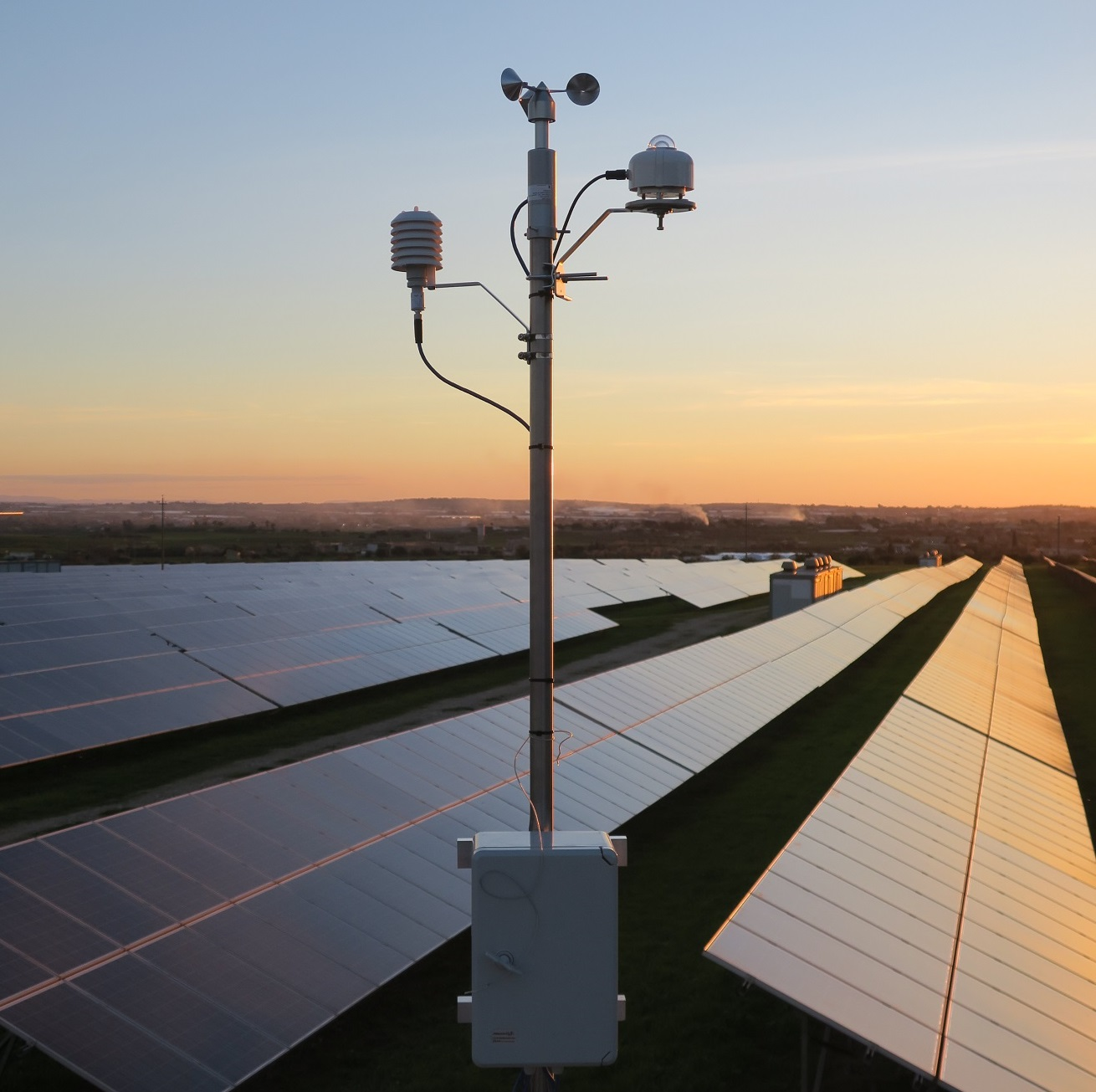
Piranometru MeteoStation

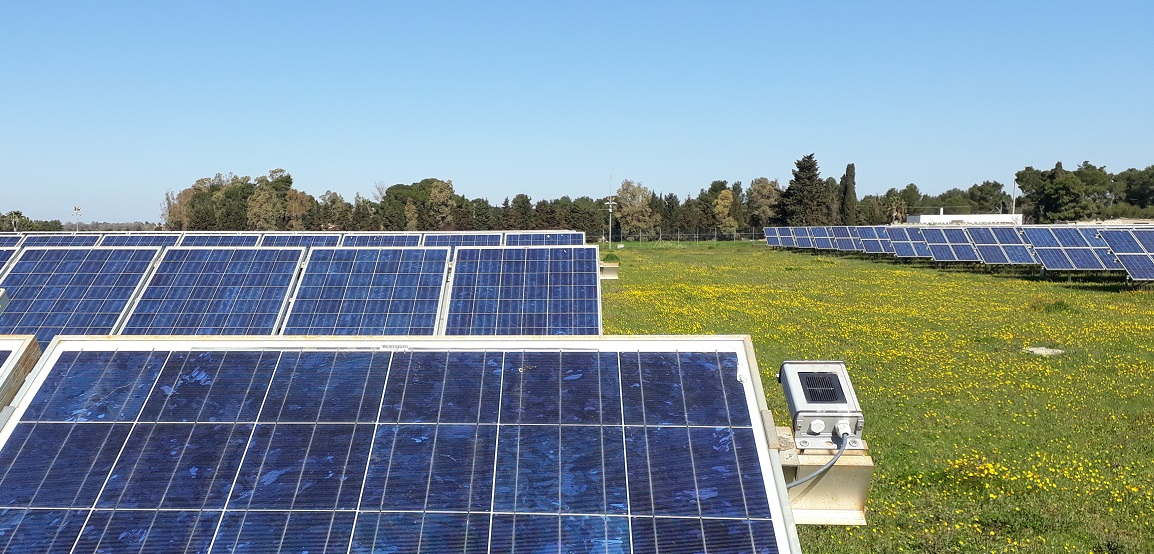
Photovoltaic_pyranometer_on_POA

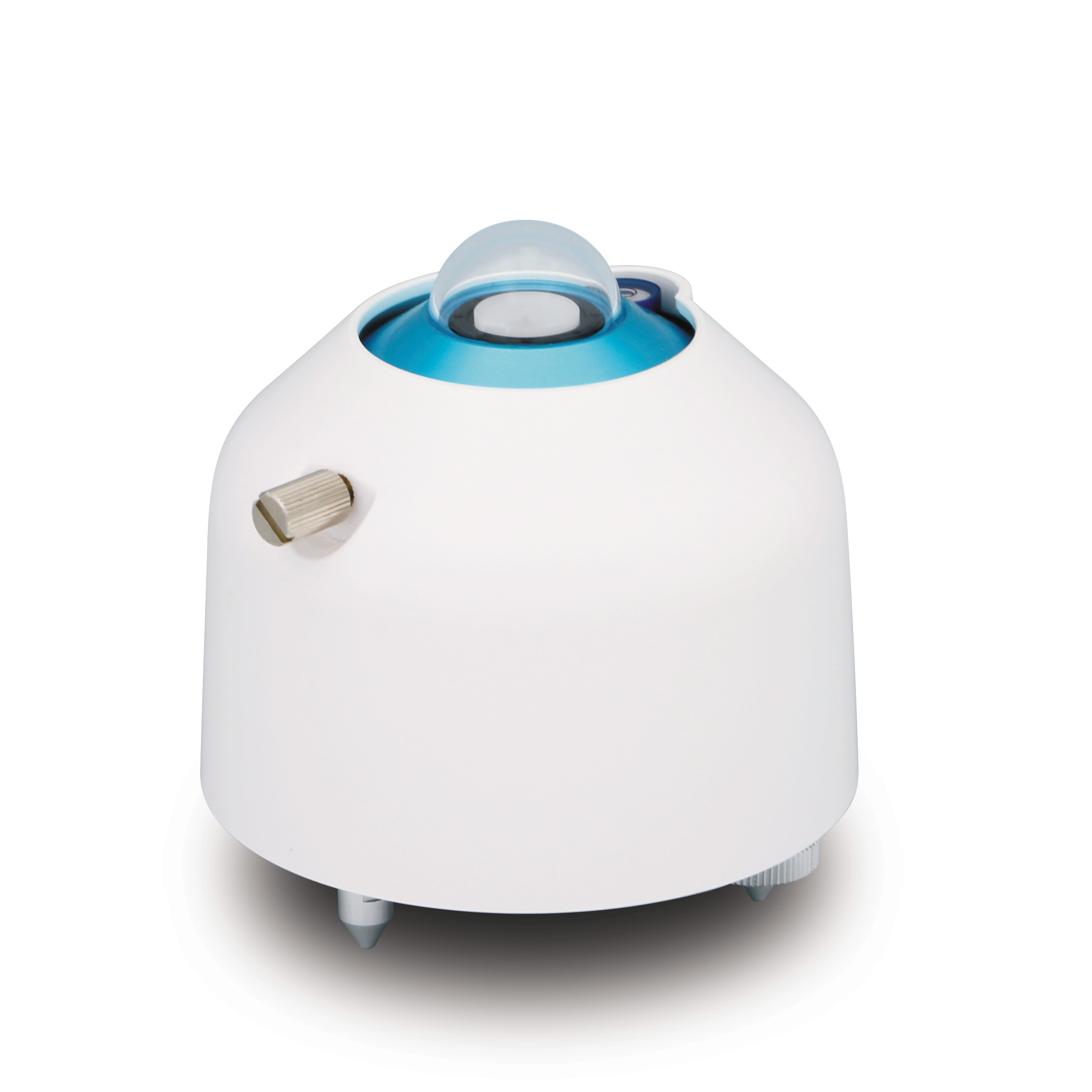
MS-80 Clasa A Răspuns rapid și Piranometru spectral plat

Piranometrele cu termopile sunt utilizate frecvent în meteorologie, climatologie, schimbări climatice cercetare, fizica ingineriei construcțiilor, sisteme fotovoltaice și monitorizarea centralelor fotovoltaice.
Acestea sunt de obicei instalate orizontal în stațiile meteorologice.
Industria energiei solare, într-un standard din 2017, IEC 61724-1:2017, a definit ce tip de piranometrele trebuie utilizate în funcție de mărimea și categoria centralei solare. Această normă recomandă instalarea piranometrelor cu termopilă pe orizontală (GHI, Global Horizontal Radiation, vezi imaginea din stânga) și instalarea piranometrelor fotovoltaice pe planul modulelor fotovoltaice (POA, Plane Of Array, vezi imaginea din dreapta) pentru a îmbunătăți acuratețea performanței. calculul raportului.

### Piranometru fotovoltaic – fotodioda de siliciu
Cunoscut și ca „piranometru fotoelectric” în ISO 9060,, un piranometru pe bază de fotodiodă poate detecta porțiunea spectrului solar între 400 nm și 1100&nbs ;nm. Fotodioda convertește frecvențele spectrului solar menționate mai sus în curent la viteză mare, datorită efectului fotoelectric. Conversia este influențată de temperatură cu o creștere a curentului produsă de creșterea temperaturii (aproximativ 0,1% • °C)

#### Design

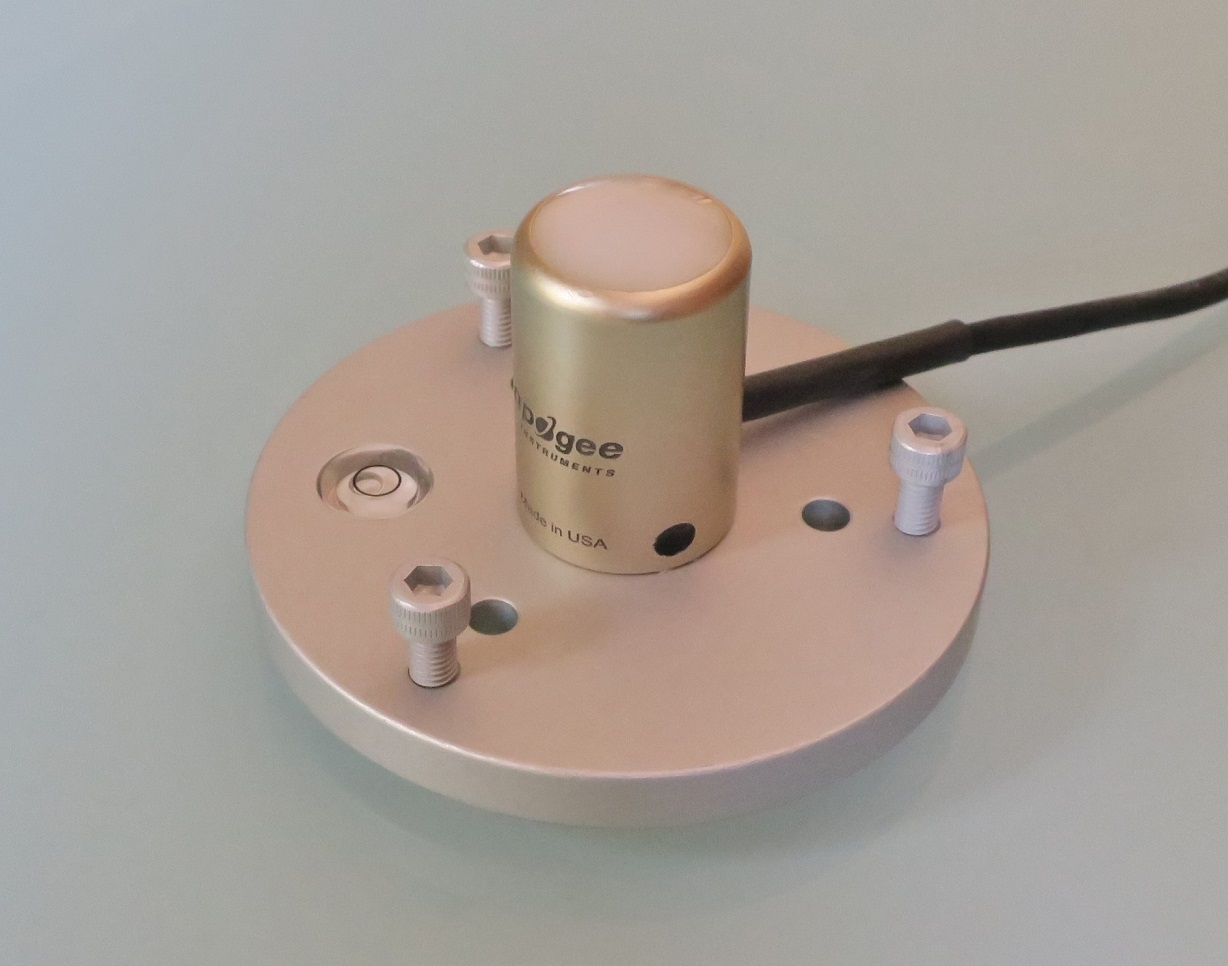
Un piranometru cu fotodiodă, model Quantum

Un piranometru pe bază de fotodiodă este compus dintr-o cupolă de carcasă, o fotodiodă și un difuzor sau filtre optice. Fotodioda are o suprafață mică și acționează ca un senzor. Curentul generat de fotodiodă este proporțional cu iradierea; un circuit de ieșire, cum ar fi un amplificator de transimpedanță, generează o tensiune direct proporțională cu fotocurent. Ieșirea este de obicei de ordinul milivolților, același ordin de mărime ca și piranometrele de tip termopil.

#### Utilizare
Piranometrele pe bază de fotodiode sunt implementate acolo unde trebuie calculată cantitatea de iradiere a spectrului solar vizibil sau a anumitor porțiuni precum UV, IR sau PAR (radiația activă fotosintetic). Acest lucru se realizează prin utilizarea de diode cu răspunsuri spectrale specifice.
Piranometrele pe bază de fotodiode reprezintă nucleul luxmetre utilizate în fotografie, cinema și tehnica de iluminare. Uneori sunt instalate și lângă modulele sistemelor fotovoltaice.

### Piranometru fotovoltaic – celula fotovoltaica
Construit în jurul anilor 2000 concomitent cu răspândirea sistemelor fotovoltaice, piranometrul fotovoltaic este o evoluție a piranometrului cu fotodiodă. Acesta a răspuns nevoii unei singure celule fotovoltaice de referință atunci când se măsoară puterea celulelor și a modulelor fotovoltaice. producătorii respectivi, iar piranometrele cu termopil nu posedă viteza adecvată de răspuns și nici același răspuns spectral al unei celule. Acest lucru ar crea o nepotrivire evidentă la măsurarea puterii, care ar trebui cuantificată. În documentele tehnice, acest piranometru este cunoscut și sub denumirea de „celulă de referință”.

Partea activă a senzorului este compusă dintr-o celulă fotovoltaică care funcționează în stare aproape de scurtcircuit. Ca atare, curentul generat este direct proporțional cu radiația solară care lovește celula într-un interval cuprins între 350 nm și 1150 nm. Când este investit de o radiație luminoasă în intervalul menționat, acesta produce curent ca o consecință a efectului fotovoltaic. Sensibilitatea sa nu este plată, dar este aceeași cu cea a celulei fotovoltaice cu siliciu. Consultați graficul răspunsului spectral.

#### Design
Un piranometru fotovoltaic este în esență asamblat cu următoarele părți:
- Un recipient metalic cu un baston de fixare
- O celulă fotovoltaică mică
- Electronica de conditionare a semnalului

Senzorii din siliciu, cum ar fi fotodioda și celula fotovoltaică, variază puterea în funcție de temperatură. În modelele mai recente, electronica compensează semnalul cu temperatura, eliminând astfel influența temperaturii din valorile iradierii solare. În interiorul mai multor modele, carcasa adăpostește o placă pentru amplificarea și condiționarea semnalului.

#### Utilizare
Piranometrele fotovoltaice sunt utilizate în simulatoare solare și alături de sistemele fotovoltaice pentru calcularea puterii efective a modulului fotovoltaic și a performanței sistemului. Deoarece răspunsul spectral al unui piranometru fotovoltaic este similar cu cel al unui modul fotovoltaic, acesta poate fi utilizat și pentru diagnosticarea preliminară a defecțiunilor în sistemele fotovoltaice.
Celula fotovoltaică de referință sau senzorul de iradiere solară pot avea intrări externe care asigură conectarea senzorului de temperatură al modulului, senzorului de temperatură ambientală și senzorului de viteză a vântului cu o singură ieșire Modbus RTU conectată direct la datalogger. Aceste date sunt potrivite pentru monitorizarea centralelor solare fotovoltaice.

## Standardizare și calibrare
Atat piranometrele de tip termopil cat si cele fotovoltaice sunt fabricate conform standardelor.

### Piranometre cu termopil
Piranometrele cu termopilele urmează standardul ISO 9060, care este adoptat și de Organizația Meteorologică Mondială (OMM). Acest standard discriminează trei clase.
Cea mai recentă versiune a ISO 9060, din 2018, folosește următoarea clasificare: Clasa A pentru cele mai bune performanțe, urmată de Clasa B și Clasa C, în timp ce cea mai veche [https ://www.iso.org/standard/16629.html Standardul ISO 9060 din 1990] a folosit termeni ambigui ca „standard secundar”, „clasa întâi” și „clasa a doua”.,
Diferențele de clase se datorează unui anumit număr de proprietăți ale senzorilor: timp de răspuns, decalaje termice, dependență de temperatură, eroare de direcție, nestabilitate, neliniaritate, selectivitate spectrală și răspuns la înclinare. Toate acestea sunt definite în ISO 9060. Pentru ca un senzor să fie clasificat într-o anumită categorie, acesta trebuie să îndeplinească toate cerințele minime pentru aceste proprietăți.
„Răspuns rapid” și „spectral plat” sunt două subclasificări, incluse în ISO 9060:2018. Ele ajută la distingerea și clasificarea în continuare a senzorilor. Pentru a obține clasificarea „răspuns rapid”, timpul de răspuns pentru 95% din citiri trebuie să fie mai mic de 0,5 secunde; în timp ce „spectral plat” se poate aplica senzorilor cu o selectivitate spectrală mai mică de 3% în intervalul spectral de la 0,35 la 1,5 μm. În timp ce majoritatea piranometrelor din clasa A sunt „spectral plate”, senzorii din subclasificarea „răspuns rapid” sunt mult mai rari. Majoritatea piranometrelor din clasa A au un timp de răspuns de 5 secunde sau mai mult.
Calibrarea se face de obicei având ca referință absolută World Radiometric Reference (WRR). Este întreținut de PMOD în Davos, Elveția. Pe lângă World Radiometric Reference, există laboratoare precum ISO-Cal North America care au dobândit acreditare pentru aceste etalonări unice. Pentru piranometrul de clasă A, calibrarea se face conform ASTM G167, ISO 9847 sau ISO 9846. Piranometrele din clasa B și clasa C sunt de obicei calibrate conform ASTM E824 și ISO 9847.

### Piranometru fotovoltaic
Piranometrele fotovoltaice sunt standardizate și calibrate conform IEC 60904-4 pentru probele de referință primare și conform IEC 60904-2 pentru mostrele de referință secundare și instrumentele destinate vânzării.
În ambele standarde, lanțul de trasabilitate respectiv începe cu standardul primar cunoscut sub numele de grupul de radiometre cu cavitate de către World Radiometric Reference (WRR). ref>

## Condiționarea semnalului
Valoarea naturală de ieșire a acestor piranometre nu depășește de obicei zeci de milivolti (mV). Este considerat un semnal „slab” și, ca atare, destul de vulnerabil la interferențele electromagnetice, mai ales acolo unde cablul trece pe distanțe decametrice sau se află în sisteme fotovoltaice. Astfel, acești senzori sunt în mod frecvent echipați cu electronică de condiționare a semnalului, oferind o ieșire de 4-20 mA sau 0-1 V.
O altă soluție implică imunitate mai mari la zgomote, cum ar fi Modbus peste RS-485, potrivită pentru ambianțe cu interferențe electromagnetice tipice centralelor fotovoltaice la scară medie sau mare sau SDI-12  de ieșire, unde senzorii fac parte dintr-o stație meteo de putere redusă. Elementele electronice echipate concurează adesea cu o integrare ușoară în SCADA al sistemului.
Informații suplimentare pot fi stocate și în electronica senzorului, cum ar fi istoricul de calibrare, numărul de serie.